# Ormetica vulcanica
Ormetica vulcanica là một loài bướm đêm thuộc phân họ Arctiinae, họ Erebidae.